# 猪熊隆之
猪熊 隆之（いのくま たかゆき、1970年（昭和45年）8月1日 - ）は、新潟県村上市出身の山岳専門の気象予報士。また国立登山研修所の講師・専門調査員、ならびに中央大学山岳部の監督を務める。2011年（平成23年）には日本初となる山岳専門の気象会社ヤマテンを設立した。

## 概要
新潟県村上市出身。その後神奈川県平塚市で育ち、神奈川県立平塚江南高等学校を卒業後、中央大学法学部政治学科に入学。幼少期以来の山への憧れから大学で山岳部に入部し登山の経験を積んだ。山岳部時代、合宿での富士山登頂時に強風にあおられ転落し左足に粉砕骨折・凍傷を伴う重傷を負い、一時は左足の切断も危ぶまれた。卒業後一時は会社員となるも、母校の中央大学がチベットのチョムカンリへ遠征隊を派遣することを知り、退社して再トレーニングに専念。その後は学生時代からの15年間でチョムカンリの他エベレストの西稜などに登攀した。
しかし2005年（平成17年）、大学時代の古傷の後遺症から骨髄炎に罹患して登山の継続が困難となり、ハイキングツアーを扱う旅行会社を離職。その後子どもの頃から関心のあった気象の分野に挑戦することを考え、1年間の勉学を経て2007年（平成19年）に気象予報士の資格を取得した。その折に登山家の竹内洋岳からかけられた言葉をきっかけに「山の天気予報」というビジネスを思いつくに至り、同2007年に山岳気象・海洋気象を手掛けるメテオテック・ラボに所属。さらに2011年（平成23年）9月5日、長野県茅野市に株式会社ヤマテンを設立し代表取締役に就任、公益法人日本山岳会が配信する「冬山天気予報」のサービスを請け負っている。さらに同年からはかつて自身が所属した中央大学山岳部の監督に就任している。

## 活動
2008年（平成20年）春に日本人登頂隊がエベレストにアタックした際、他国の登山隊が悪天候の予報を受け取り下山を決める中、山頂部は晴天であるという正確な予報を提供し日本人登頂隊のアタックを成功に導いたことで「山の気象予報士」として国内外に認知されるようになる。
テレビ番組の登山企画や映画の撮影における登山隊員としての随行経験が多く、テレビ番組では「世界の果てまでイッテQ!」（日本テレビ系列）や「世界の名峰グレートサミッツ」「にっぽん百名山」（NHK）へ同行出演し、映画では東宝の『春を背負って』や東映の『草原の椅子』の撮影に参加した。
登山隊としての活動以外では気象講座に関する活動を多く行っており、各地で山岳気象の講演会や実地での気象講習登山を行っているほか、「岳人」「山と渓谷」「PEAKS」などの山岳雑誌で気象講座の執筆を手掛けている。

## テレビ番組
- 日経スペシャル ガイアの夜明け 異常気象を追え！～命を守る気象情報ビジネス～（2009年8月18日、テレビ東京）[5]。- 山岳気象のプロフェッショナルを取材。

## 書籍

### 著書
- 『山岳気象大全』（2011年5月18日、山と渓谷社）ISBN 9784635210034
- 『山岳気象予報士で恩返し「山の天気屋さん」の毎日は、ヒヤヒヤ・ドキドキ』（2013年10月24日、三五館）ISBN 9784883205974
- 『山の天気リスクマネジメント 山登りABC』（共著者:廣田勇介）（2014年3月14日、山と渓谷社）ISBN 9784635043403
- 『安全登山の基礎知識 「山の知識検定」公認BOOK』（共著者:田中正人 高橋庄太郎 村越真 宮内佐季子 羽根田治 野口いづみ 樋口一郎）（2015年10月1日、スキージャーナル）ISBN 9784789921428
- 『山の天気にだまされるな! 気象情報の落とし穴を知ってますか?』（2016年12月1日、山と渓谷社 ヤマケイ新書）ISBN 9784635510196
- 『最新！登山の科学』（共著者:山本正嘉）（2019年3月25日、洋泉社）ISBN 9784800315670
- 『山の観天望気 雲が教えてくれる山の天気』（共著者:海保芽生）（2020年12月14日、山と渓谷社 ヤマケイ新書）ISBN 9784635510721
- 『天気のことわざは本当に当たるのか考えてみた』（2023年7月20日、ベレ出版）ISBN 9784860647322

### 監修
- 『科学が教える山歩き超入門』（共監修者:能勢博 山本正嘉 宮内佐季子）（2021年7月20日、エクシア出版）ISBN 9784908804786
- 『地球はどこまで暑くなる？ 気候をめぐる15の疑問 いざ！探Q』（著者:ピエルドメニコ・バッカラリオ フェデリーコ・タッディア、訳者:森敦子）（2023年9月22日、太郎次郎社）ISBN 9784811806754

## DVD
- 『登山者に役立つ観天望気 ～雲を読み、山の天気を予測する～』（2019年3月22日、NHKエンタープライズ）NSDS23550

## 関連人物

### 気象予報士の資格を持つ新潟県出身の人物
- 饒村曜 - 新潟市出身の気象庁→ウェザーマップ所属の気象予報士。
- 田辺令吉 - 猪熊と同じ新潟県（新潟市）生まれ、神奈川県（相模原市）育ちの元南日本放送アナウンサー、現フリーアナウンサー。
- 梶山修 - 元長崎文化放送アナウンサー、ジョイスタッフ所属フリーアナウンサー。
- 清水秀一 - 西蒲原郡分水町（現在の燕市）出身のウェザーニューズ→北海道テレビ放送所属の気象予報士。
- 西宮七海 - 歌手、タレント。
- 木花牧雄 - 長岡市出身のNHKアナウンサー。